# Datentyp
Formal bezeichnet ein Datentyp (vom englischen data type) oder eine Datenart in der Informatik die Zusammenfassung von Objektmengen mit den darauf definierten Operationen. Dabei werden durch den Datentyp des Datensatzes unter Verwendung einer sogenannten Signatur ausschließlich die Namen dieser Objekt- und Operationsmengen spezifiziert. Ein so spezifizierter Datentyp besitzt noch keine Semantik.
Die weitaus häufiger verwendete, aber speziellere Bedeutung des Begriffs Datentyp stammt aus dem Umfeld der Programmiersprachen und bezeichnet die Zusammenfassung konkreter Wertebereiche und darauf definierter Operationen zu einer Einheit. Beispiele können Ganz- oder Kommazahlen, Zeichenketten oder auch komplexere Typen wie Datum/Zeit oder Objekte sein. Zur Unterscheidung wird für diese Datentypen in der Literatur auch der Begriff Konkreter Datentyp verwendet. Für eine Diskussion, wie Programmiersprachen mit Datentypen umgehen, siehe Typisierung.
Der gedankliche Übergang von der formalen Definition zu der im Umfeld von Programmiersprachen verwendeten Definition konkreter Datentypen geschieht dabei über die sukzessive Einführung einer Semantik zu den formal spezifizierten Namen der Objekt- und Operationsmengen.
Die Konkretisierung der Operationsmenge führt zu Abstrakten Datentypen beziehungsweise Algebraischen Strukturen.
Mit der weiteren Konkretisierung der Objektmenge ergibt sich der Konkrete Datentyp.

## Formale Definition eines Datentyps durch eine Signatur
Eine Signatur ist ein Paar (Sorten, Operationen), wobei Sorten Namen für Objektmengen und Operationen Namen für Operationen auf diesen Mengen repräsentieren. Ein Beispiel soll dies für eine vereinfachte Version des bekannten und weiter unten genauer beschriebenen (konkreten) Datentyp Integer zeigen, der hier Simple Integer heiße:
| Simple Integer     |       |             |        |
| Sorten             | int   | int         | int    |
| Operationen        | zero: |             | -> int |
| Operationen        | +     | : int x int | -> int |
| Operationen        | −     | : int x int | -> int |
| End Simple Integer |       |             |        |

Dies ist eine Signatur für einen angenommenen Datentyp Simple Integer, auf dem nur zwei Operationen + und − (neben der "Erzeuger-Operation") erlaubt sind. Die einzige Sorte nennen wir int. Die Operation zero dient zur Erzeugung eines int-Elementes. Die Operationen + und − sind jeweils zweistellig und liefern jeweils wiederum ein Element der Sorte int. Wichtig ist, dass es sich hier um eine rein syntaktische Spezifikation handelt. Was ein int ist, wird nirgendwo definiert. Hierzu müsste noch eine Zuordnung des Sortennamens zu einer Menge erfolgen. Eine sinnvolle Zuordnung wäre in diesem Fall etwa die Menge der natürlichen Zahlen. Auch über die Arbeitsweise der Operationen ist nichts weiter ausgesagt als ihre Stelligkeit und ihr Ergebnis. Ob das +-Symbol der Arbeitsweise der Summenoperation entspricht, wird hier nicht festgelegt – dies wäre auch völlig unmöglich, da nicht einmal bekannt ist, ob die Operation auf den natürlichen Zahlen arbeitet. Derartige Zuordnungen fallen in den Bereich der Semantik. Eine um die Semantik erweiterte Spezifikation könnte daher folgendermaßen aussehen:
| Simple Integer                 |          |             |                                                              |
| /* reine Syntax */             |          |             |                                                              |
| Sorten                         | int      |             |                                                              |
| Operationen                    | zero:    |             | -> int                                                       |
| Operationen                    | +        | : int x int | -> int                                                       |
| Operationen                    | −        | : int x int | -> int                                                       |
| /* Zuordnung einer Semantik */ |          |             |                                                              |
| Mengen                         | int = IN | int = IN    | int = IN                                                     |
| Funktionen                     | zero = 0 | zero = 0    | zero = 0                                                     |
| Funktionen                     | +        | : int x int | entspreche der Summe zweier Zahlen aus IN                    |
| Funktionen                     | −        | : int x int | entspreche der arithmetischen Differenz zweier Zahlen aus IN |
| End Simple Integer             |          |             |                                                              |

Damit wird allerdings der Bereich einer Signatur bereits überschritten. Diese Spezifikation würde man vielmehr als Algebra bezeichnen. Die Spezifikation kommt auf diese Weise jedoch dem programmiersprachlichen Verständnis des Begriffes Datentyp näher, dem sich ein Großteil des restlichen Artikels widmet.

## Datentypen in Programmiersprachen

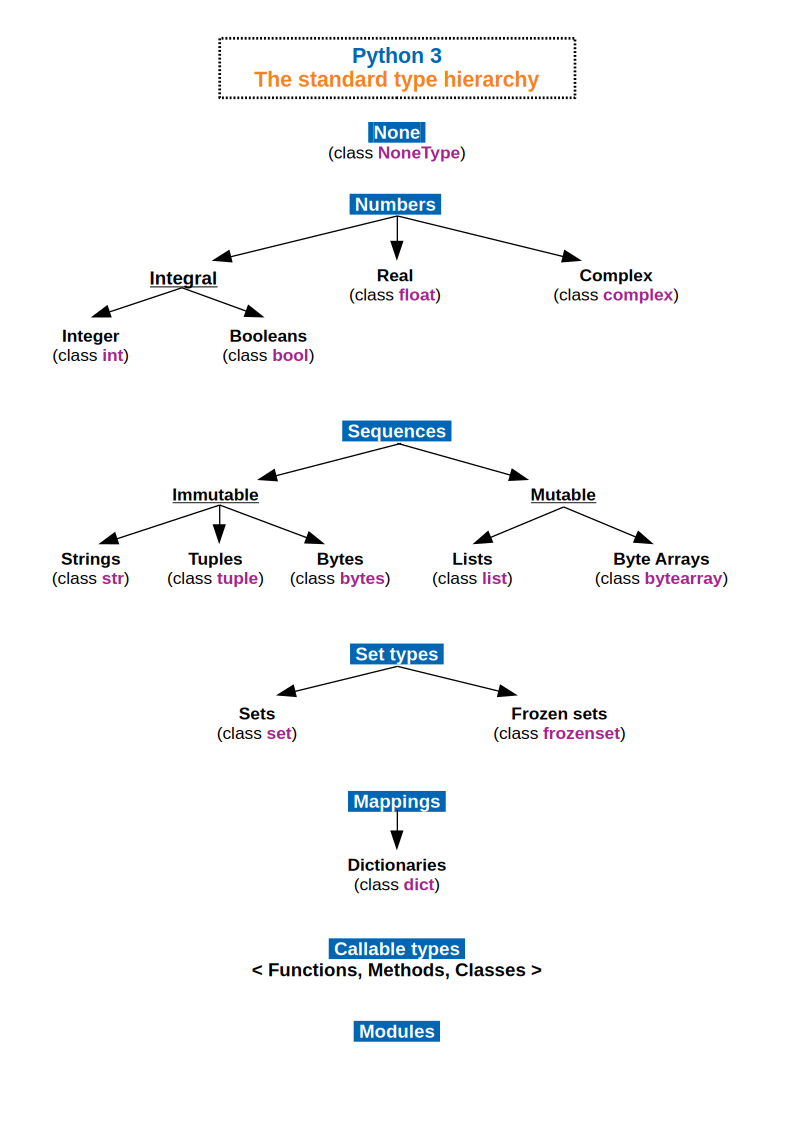

Viele Programmiersprachen bieten eine eigene Menge an vordefinierten Datentypen, bei denen das Prinzip des jeweiligen Wertebereichs, wie beispielsweise Ganze Zahlen, Gleitkommazahlen oder Zeichenketten, gleich ist. Die tatsächlichen Namen dieser Datentypen und die genauen Definitionen der Wertebereiche und der dazugehörigen Operationen unterscheiden sich jedoch zum Teil stark, da jene von der verwendeten Programmiersprache, der verwendeten Plattform und anderen compilerabhängigen Faktoren abhängen.
Datentypen werden in der Programmierung verwendet, um Speicherbereichen eine konkrete Semantik zuzuweisen. Diese Speicherbereiche werden Variablen oder Konstanten genannt. Die Datentypen ermöglichen es einem Compiler oder Laufzeitumgebung, die Typverträglichkeit der vom Programmierer angegebenen Operationen zu überprüfen.
Unzulässige Operationen werden zum Teil bereits beim Kompilieren erkannt, so dass beispielsweise die Division einer Zeichenkette ‚HANS’ durch die Zahl ‚5’, was nicht sinnvoll und in üblichen Programmiersprachen undefiniert ist, verhindert wird.
Man unterscheidet elementare und zusammengesetzte Datentypen. Ein weiterer Ordnungsbegriff ist Ordinaler Datentyp.

### Ordinale Datentypen
Ordinale Datentypen sind dadurch gekennzeichnet, dass auf ihnen eine feste Ordnungsrelation definiert ist, die ihren Werten eine eindeutige Ordnungsnummer zuordnet. Dadurch ist die Reihenfolge der Werte festgelegt. Als Folge hat
- jeder Wert außer dem ersten genau einen direkten Vorgänger und
- jeder Wert außer dem letzten genau einen direkten Nachfolger.

Ob ein elementarer Datentyp auch ein ordinaler Datentyp ist, hängt von der Festlegung in der konkreten Programmiersprache ab.
Beispiele:
- Der Aufzählungstyp ist in PASCAL ein ordinaler Datentyp, da die Werte von links nach rechts geordnet sind; Nachfolger, Vorgänger sind über Standardfunktionen bestimmbar. In C ist das nicht der Fall.
- Boolean ist ein spezieller Aufzählungstyp mit den beiden Werten „falsch“ (Ordnungswert 0) und „wahr“ (Ordnungswert 1), meist englisch „false“ und „true“ genannt.
- Ganze Zahlen und Natürliche Zahlen sind von Natur aus ordinale Datentypen.

### Elementare Datentypen
Elementare Datentypen, auch einfache Datentypen oder primitive Datentypen genannt, können nur einen Wert des entsprechenden Wertebereichs aufnehmen. Sie besitzen eine festgelegte (endliche) Anzahl von Werten (Diskretheit). Daher können reelle Zahlen als Gleitkommazahlen nur mit einer bestimmten Genauigkeit abgebildet werden. Für elementare Datentypen sind in einer Programmiersprache Grundoperationen definiert, bei den Zahlen sind das die Grundrechenarten. Datentypen haben je nach Programmiersprache und Wertebereich unterschiedliche Bezeichnungen und werden groß oder klein geschrieben (hier zur Übersicht alle groß).

#### Ganze Zahlen
- Bezeichnung: BIGINT, BIN, BIN FIXED, BINARY, BYTE, COMP, INT, INTEGER, LONG, LONG INT, LONGINT, MEDIUMINT, SHORT, SHORTINT, SMALLINT
- Wertebereich: Meist 32 Bit (−231…231-1), 8 Bit, 16 Bit, 64 Bit
- Operationen: +, −, *, <, >, =, Ganzzahldivision, Modulo, bitweise Operatoren, Inkrement und Dekrement

#### Natürliche Zahlen
- Bezeichnung: BYTE, CARDINAL, DWORD, NATURAL, UINT, UNSIGNED, UNSIGNED CHAR, UNSIGNED INT, UNSIGNED LONG, UNSIGNED SHORT, WORD
- Wertebereich: Meist 32 Bit (0…232-1), 8 Bit, 16 Bit, 64 Bit
- Operationen: +, −, *, <, >, =, Ganzzahldivision, Modulo, bitweise Operatoren

#### Festkommazahlen(Dezimalzahlen)
- Bezeichnung: COMP-3, CURRENCY, PACKED DECIMAL, DEC, DECIMAL, MONEY, NUMERIC
- Wertebereich: Wertebereich direkt abhängig von der maximalen Stellenanzahl, die meist vorzugeben ist; CURRENCY (64 Bit): -922337203685477,5808…922337203685477,5807
- Operationen: +, −, *, <, >, =, Ganzzahldivision, Modulo

#### Aufzählungstypen
- Bezeichnung: ENUM, SET oder implizit
- Wertebereich: Frei wählbar, beispielsweise (SCHWARZ, ROT, BLAU, GELB)
- Operationen: <, >, =

#### Boolean(logische Werte)
- Bezeichnung: BOOL, BOOLEAN, LOGICAL, oder (implizit ohne Bezeichner)
- Wertebereich: (TRUE, FALSE) oder (≠ 0, = 0) oder (= -1, = 0)
- Operationen: NOT, AND, XOR, NOR, NAND, OR, =, ≠

#### Zeichen(einzelnes Zeichen)
- Bezeichnung: CHAR, CHARACTER
- Wertebereich: Alle Elemente des Zeichensatzes (zum Beispiel Buchstaben)
- Operationen: <, >, =, Konvertierung in INTEGER…

Durch die weite Verbreitung von MBCS entspricht CHAR meist nicht mehr einem Element eines Zeichensatzes (und somit einem Zeichen), sondern einer „(Code-)Einheit“ einer Zeichenkodierung. In den verbreiteten MBCS UTF-8 und UTF-16 ist zwar jeweils eine Minderheit der damit insgesamt kodierbaren Zeichen mit einem einzelnen CHAR kodierbar, die Mehrheit benötigt jedoch eine Folge mehrerer CHARs: In UTF-8 bilden dann zwei bis vier 8-Bit-Einheiten eine Sequenz, in UTF-16 zwei 16-Bit-Einheiten ein Surrogate-Pärchen. Erst wenn man diese Einheiten hintereinander in eine Zeichenkette schreibt, ist das Zeichen kodiert. CHAR ist somit allgemein eher als ein 8- (ANSICHAR, BYTECHAR) oder 16-Bit-Wert (WIDECHAR, NATIONAL CHAR) zu verstehen, der bei Zeichenkettenoperationen nicht als Zahl, sondern als eine Zeichenkette der Länge 1 interpretiert wird.

#### Gleitkommazahlen
- Bezeichnung: DOUBLE, DOUBLE PRECISION, EXTENDED, FLOAT, HALF, LONGREAL, REAL, SINGLE, SHORTREAL
- Wertebereich: Verschiedene Definitionen (siehe unten)
- Operationen: +, −, *, /, <, >, =

|              | Bitanzahl n | Wertebereich von … bis | Wertebereich von … bis | signifikante Stellen |
| ------------ | ----------- | ---------------------- | ---------------------- | -------------------- |
| HALF         | 16          | 3,1·10−5               | 6,6·104                | 4                    |
| SINGLE, REAL | 32          | 1,5·10−45              | 3,4·1038               | 7–8                  |
| REAL         | 48          | 2,9·10−39              | 1,7·1038               | 11–12                |
| DOUBLE, REAL | 64          | 5,0·10−324             | 1,7·10308              | 15–16                |
| REAL         | 64          | 1,1·10−306             | 1,8·10308              | 15–16                |
| EXTENDED     | 80          | 1,9·10−4951            | 1,1·104932             | 19–20                |

#### Bitmengen
Bitmengen stellen eine Menge von mehreren Bits dar. In einigen Programmiersprachen gibt es zur Wahrung der Typsicherheit einen eigenen Datentyp und eigene Operatoren (zum Beispiel für die Vereinigungsmenge oder die Schnittmenge) für Bitmengen.
Bitmengen sind nicht mit Aufzählungstypen oder Datenfeldern zu verwechseln, da mehrere Elemente des Datentyps (respektive der Menge) gleichzeitig angesprochen werden können. In vielen Programmiersprachen werden ganzzahlige Datentypen für die Repräsentation von Bitmengen benutzt, so dass Zahlen und Bitmengen zuweisungskompatibel sind, obwohl arithmetische Operatoren bei Bitmengen und Mengenoperatoren im Zusammenhang mit ganzen Zahlen keinen Sinn ergeben.
- Bezeichnung: SET, BITSET
- Wertebereich: {} für leere Menge, {i} für Menge mit dem Element i, {i, j} für Menge mit den Elementen i und j
- Operationen: Vergleichsoperator, Typumwandlung in ganze Zahl oder Element eines Zeichensatzes, Mengenoperatoren

### Zeigertypen / Dynamische Datentypen
Eine Besonderheit sind Zeiger, deren wirklicher Wertebereich in vielen Programmiersprachen anonym bleibt, da sie „nur“ Referenzen auf beliebige andere Datentypen sind. Je nach referenziertem Typ werden Zeiger auf bestimmte Elemente gesondert benannt, wie beispielsweise Zeiger auf Dateien, Drucker oder Pipes.
Objektorientierte Programmiersprachen speichern den vom Zeiger referenzierten Datentyp (zum Beispiel bei Instanzvariablen) zusammen mit der Adresse, auf die der Zeiger verweist, damit die Zuweisungskompatibilität nicht nur für den Datentyp der Adressierung, sondern auch für den referenzierten Inhalt geprüft werden kann. Dies ist dann sogar zur Laufzeit möglich und für einige Anwendungen (beispielsweise bei Polymorphie) auch notwendig.

#### Zeiger
- Bezeichnung: ACCESS, POINTER, IntPtr oder auch nur kurz Stern (*)
- Wertebereich: Adresse des Basistyps (oft anonym)
- Operationen: Referenz, Dereferenz, in einigen Sprachen: +, −, *, /

#### Konstanter Nullzeiger
- Bezeichnung: NULL, VOID, None, NIL, Nothing
- Wertebereich: keiner
- Operationen: =
- Bedeutung: Dieser Zeiger ist verschieden von allen Zeigern auf Objekte.

#### Prozedurtypen
Einige Programmiersprachen, wie zum Beispiel Oberon, verwenden Prozedurtypen, die für Zeigervariablen verwendet werden, die auf verschiedene Prozeduren mit identischen formalen Parameterlisten zeigen können.

### Zusammengesetzte Datentypen
Zusammengesetzte Datentypen sind ein Datenkonstrukt, welches aus einfacheren Datentypen besteht. Da sie theoretisch beliebig komplex werden können, werden sie auch häufig schon zu den Datenstrukturen gezählt. Den meisten Programmiersprachen gemeinsam sind:
- Reihung (Tupel), Tabelle; Feld (mehrdeutig!)
  - Bezeichnung: ARRAY, (implizite Definition mit [n] oder (n) ohne Bezeichner)
  - Wertebereich: Abbildung einer endlichen Menge (Indexmenge) auf den Wertebereich eines Basistyps (Elementtyp). Die Indexmenge muss dabei ordinal sein. Durch Anwenden mehrerer Indizes entsteht eine mehrdimensionale Reihung.
  - Operationen: <, >, =, Zuweisung mit Zuweisungskompatibilität
  - Beispiel:  type 3D-Vektor is ARRAY(1..3) of INTEGER;
- Zeichenkette fester Länge (Im Grunde sind Zeichenketten selbst nur eine Reihung des Typs Character (Zeichen). Da sie jedoch in vielen Programmiersprachen vordefiniert sind, werden sie hier gesondert aufgelistet.)
  - Bezeichnung: Array of CHAR, CHAR(n), CHAR[n]
  - Wertebereich: Alle möglichen Zeichenketten
  - Operationen: Stringfunktionen (Teilstring, Konkatenation [Zusammensetzung]), <, >, =
- Zeichenkette variabler Länge. Die Länge ist feststellbar, implizit durch ein Metazeichen als String-Endezeichen (ASCII \0), explizit durch eine Variable, oder über eine Standardfunktion. Häufig als Abstrakter Datentyp in einer Standardbibliothek.
  - Bezeichnung: String, Array of CHAR, VARCHAR, CLOB, Text
  - Wertebereich: Zeichenketten variabler Länge
  - Operationen: Stringfunktionen (Teilstring, Länge, Konkatenation [Zusammensetzung]), <, >, =
- binäre Zeichenkette variabler Länge. Die Länge kann durch eine Variable oder über eine Standardfunktion ermittelt werden.[1][2]
  - Bezeichnung: BLOB
  - Wertebereich: binäre Zeichenketten variabler Länge
  - Operationen: Länge, Konkatenation [Zusammensetzung], =
- Verbund, Satz, Struktur, Bereich
  - Bezeichnung: RECORD, STRUCT, CLASS (erweiterte Bedeutung), (implizite Definition über Stufennummern)
  - Wertebereich: Ein Verbund enthält eine Folge verschiedener Komponenten, welche verschiedene Datentypen haben können. Als Komponententyp ist jeder Typ zulässig. In einigen objektorientierten Programmiersprachen (zum Beispiel Oberon) können Verbunde zur Beschreibung des Verhaltens der Komponenten des Verbunds mittels Methoden auch typengebundene Prozeduren haben.
  - Operationen: Vergleich (nur Gleichheit oder Verschiedenheit), Zuweisung mit oder ohne Zuweisungskompatibilität (stark programmiersprachenabhängig)
  - Beispiel:  type Prüfung is RECORD (Fach: STRING, Schueler: STRING, Punkte: INTEGER, Lehrer: STRING, Termin: DATUM) 
  - In vielen Programmiersprachen existieren Möglichkeiten, den Speicherbereich eines Verbunds mehrfach unterschiedlich zu interpretieren. Das wird Variantenrecord oder UNION genannt. Dabei ist jedoch meist keine Typsicherheit mehr gegeben.

### Zusätzliche individuelle Formatangaben
Bei der Verwendung von Datentypen im Quelltext eines Programms werden oft zu einem gewählten Datentyp individuelle und zusätzliche Formatangaben implementiert. Zum Beispiel kann ein Datum (oder allgemein eine Zeitangabe) als ganzzahliger elementarer Datentyp angelegt werden, zu dem Angaben zur Form der Verarbeitung/Darstellung ergänzt werden. Das Datum ist dann z. B. in Millisekunden seit dem 1. Januar 1970 0:00 Uhr gespeichert und kann, davon ausgehend, in bestimmte andere Formen (wie 'TT.MM.JJJJ' oder 'MM.TT hh:ss') überführt werden; siehe. Verbreitet ist auch eine je nach Kontext unterschiedlich definierte Variante des julianischen Datums, also eine Gleitkommazahl, deren Ganzzahlanteil die Anzahl der Tage ab einem bestimmten Zeitpunkt angibt und der Nachkommateil den vergangenen Teil des kodierten Tages (also die Uhrzeit). Alternativ könnte ein Datum natürlich auch als Verbund (z. B. aus drei Zahlen für Tag, Monat und Jahr) dargestellt werden.

## Funktionen als Werte erster Ordnung
In vielen zeitgenössischen Programmiersprachen sind neben Funktionszeigern auch reguläre Funktionswerte, Funktionsliterale bzw. anonyme Funktionen verfügbar. Diese wurden in Anlehnung an den Lambda-Kalkül entwickelt und bereits 1958 (wenn auch mit fehlerhafter dynamischer Bindung) in LISP implementiert. Eine korrekte, d. h. statische Bindung wurde z. B. für Algol 68 spezifiziert. Dass Funktionen bis heute z. T. nicht als Werte begriffen werden, liegt an der erst jetzt überhaupt einsetzenden Verbreitung dieser Konzeption außerhalb der Informatik.

## Universeller Datentyp
Unter einem universellen Datentyp wird der Typ der Werte in einer Programmiersprache mit Unterstützung für typenlose Variablen verstanden. Hierbei handelt es sich meist um die diskriminierte Vereinigung der Typen der auftretenden Werte (elementare, zusammengesetzte, Funktionen etc.). Der universelle Datentyp tritt charakteristischerweise in universellen Skriptsprachen auf. Als Beispiele für die Verwendung von universellen Datentypen in Sprachen anderer Gattung sei der Lambda-Kalkül, in dem Funktionen die einzigen Werte sind, und Prolog hervorgehoben, in der die Daten durch die Herbrand-Struktur gegeben sind.

## Abstrakte Datentypen
DefinitionEin Abstrakter Datentyp (ADT) ist eine Sammlung von Daten in Variablen – verbunden mit der Definition aller Operationen, die auf sie zugreifen.
Da der Zugriff (lesend oder schreibend) nur über die festgelegten Operationen erfolgt, sind die Daten nach außen gekapselt. Jeder ADT enthält einen Datentyp bzw. eine Datenstruktur.
Objektorientierte Programmiersprachen unterstützen durch ihr Klassenkonzept die Erstellung von ADTs, da hier Daten und Operationen gebunden werden, und die Daten geschützt werden können. Einige modulare Programmiersprachen wie Ada oder Modula-2 unterstützen ebenfalls gezielt die Erstellung von abstrakten Datentypen.
Aus fachlicher Sicht definiert ein Abstrakter Datentyp einen definierten Wertebereich mit fachlicher Bedeutung und seinen spezifischen Ausprägungen. So ist der Datentyp 'Kundennummer' möglicherweise vom Elementartyp 'Ganze Zahlen', unterscheidet sich jedoch durch eine definierte Länge und z. B. einer Prüfziffer in der letzten Stelle. – Es bildet dadurch eine Untermenge alle ganzen Zahlen in der definierten Länge. Es können hier auch komplexe Daten mit einer Abhängigkeit zueinander als ADT vereint werden. Dies ist am Beispiel einer Darstellung von Zeiträumen gebräuchlich. Es werden ein Beginndatum und ein Endedatum (beide haben den Datentyp 'Date') über eine Integritätsbedingung verknüpft. Dadurch wird letztlich der zulässige Wertebereich des Endedatums an weitere Bedingungen geknüpft. – Letztendlich ist ein ADT ein beliebig komplexer Wertebereich, der an statische und/oder dynamische Werte und zugeordnete Regeln zur Wertbestimmung gebunden ist.

## Anonyme Datentypen
Einige Programmiersprachen und die XML-Strukturdefinitionssprache XML Schema unterstützen das Konzept des anonymen Datentyps. Dabei handelt es sich um einen Datentyp, für den kein Name definiert wird.

## Polymorphie von Datentypen
Die parametrische Polymorphie ermöglicht es, einen Datentyp (oder eine Funktion) generisch zu schreiben, so dass er Werte einheitlich behandeln kann, ohne von seinem konkreten statischen Datentyp abhängig zu sein. Die parametrische Polymorphie ist eine Möglichkeit, eine Programmiersprache ausdrucksstärker zu machen und gleichzeitig die vollständige statische Typsicherheit zu gewährleisten.
Ein Datentyp, der den Anschein erwecken kann, von einem verallgemeinerten Datentyp zu sein, z. B. eine Liste mit Elementen beliebigen Typs, wird als polymorpher Datentyp bezeichnet.

## Generische Programmierung
Die Implementierung erfolgt bei einigen Programmiersprachen durch das Konzept generischer Typen bzw. Templates – so gestalten sich dynamische Programmiersprachen, bei denen sich der Typ einer Variable zur Laufzeit ändern darf, durch ihre verallgemeinerte Polymorphie generisch. Von Sprachen, die solche Mechanismen bieten, sagt man auch, dass sie generische Programmierung erlauben.
Wesentlich bei der generischen Programmierung ist, dass die Algorithmen nicht für einen bestimmten Datentyp geschrieben werden, sondern nur bestimmte Anforderungen an die Typen stellen. Das Prinzip wird auch parametrische Polymorphie genannt.
Paradebeispiel ist die C++-Standardbibliothek der Programmiersprache C++, bei der die Algorithmen so weit wie möglich von den Datenstrukturen, mit denen sie arbeiten, getrennt werden.